# 金明町
金明町（きんめいちょう）は、埼玉県草加市の町名。現行行政地名は金明町のみ。丁番を持たない単独町名である。住居表示未実施地区。郵便番号は340-0052。

## 地理
草加市の北部に位置する。綾瀬川をはさんで越谷市と接する。主に住宅地となっている。

## 沿革
- 1958年（昭和33年）11月1日 - 市制が施行され、同時に草加町大字金右衛門新田から金明町 に町名変更[4]。

## 世帯数と人口
2017年（平成29年）10月1日現在の世帯数と人口は以下の通りである。
| 町丁   | 世帯数    | 人口    |
| ------ | --------- | ------- |
| 金明町 | 4,023世帯 | 8,385人 |

## 小・中学校の学区
市立小・中学校に通う場合、学区は以下の通りとなる。
| 番地 | 小学校             | 中学校             |
| --- | ------------------ | ------------------ |
| 617番地3・4 618番地1、618番地4 626番地3、628〜731番地 732番地3、733番地 735番地3、756番地1 757〜826番地、1096〜1097番地 1102〜1122番地、1132〜1135番地 1140番地 | 草加市立新田小学校 | 草加市立新田中学校 |
| その他 | 草加市長栄小学校   | 草加市立新田中学校 |

## 交通

### 鉄道
- 東武伊勢崎線（東武スカイツリーライン）新田駅

### 道路
- 東京都道・埼玉県道49号足立越谷線
- 埼玉県道328号金明町鳩ヶ谷線
- 旧日光街道
- 金明通り
- さざん花通り

## 施設
- 草加市新田ミニコミュニティセンター - 伊勢崎線高架下に立地
- 新田幼稚園
- 旭神社 (草加市)
- 天満宮
- 草加せんべいの庭 - 草加せんべいの手焼き体験コーナーのほか、職人の実演やカフェ、売店がある[6]。
- 金明町ふれあい広場